# The Second Annual Report
Albums de Throbbing Gristle
D.o.A: The Third and Final Report
(1979)
The Second Annual Report est le premier album publié par le groupe de musique industrielle Throbbing Gristle. Il combine des enregistrements en concerts et en studio. 

## Parution et réception

### Sortie
L'album fut à l'origine publié au format vinyle 12" en 1977, puis republié en CD en 1991, avec des morceaux tirés de singles parus en 1977 et 1978.
L'édition LP a bénéficié de plusieurs repressages. Le pressage original chez Industrial Records était de 785 copies : Fetish Records en a ensuite pressé 2000 copies. La troisième édition faisait partie du coffret de 5 disques  Throbbing Gristle box set; cette version a été remontée afin de jouer l'album à l'envers tout en intégrant un orchestre de chambre sur le morceau "After Cease to Exist". La matrice de cette version de Fetish fut utilisée par Mute Records pour les rééditions ultérieures. Une autre version existe sur Celluloid Records, mais n'a pas été approuvée par le groupe,,.
En 2008, des nouvelles interprétations de la musique de l'album paraissent sous le titre The Thirty-Second Annual Report of Throbbing Gristle. Cette version a été enregistrée à Paris lors d'un concert à la Villette afin de célébrer le 30e anniversaire de la parution de l'album original The Second Annual Report.
En 2011, Chris Carter réédite et remasterise tous les albums studio de Throbbing Gristle, en LP et en CD, en tirage limité. Ces albums sont sortis sur Industrial Records, après la fin du contrat avec Mute Records.

### Réception critique
À sa sortie l'album se voit décerner cinq étoiles par Sandy Robertson dans sa critique pour le magazine Sounds, publiée le 26 novembre 1977, qui déclare: «Ce n'est pas du punk-rock, ce n'est rien qu'on pourrait nommer». Dans ce même numéro, une pleine page est consacrée à la présentation du groupe, aux côtés de Brian Eno, Devo, The Residents et Kraftwerk.
Lors de la parution de l'édition remastérisée en 2011, Daniel Drew donne à l'album la note de 8.6/10 dans sa critique pour Pitchfork.

## Composition
L'album débute par une courte pièce instrumentale, Industrial Introduction, suivie par trois versions différentes du morceau Slug Bait.
La première version fut enregistrée lors du concert du 18 octobre 1976 à l'Institute of Contemporary Arts (ICA), à l'ouverture de l'exposition Prostitution. P-Orridge y décrit une scène de meurtre sadique racontée par un psychopathe, s'inspirant notamment, selon Ford, du meurtre de Sharon Tate. La captation du concert produit des échos étranges, qui contribuent à l'atmosphère claustrophobique de ce morceau. Le concert avait été enregistré sur deux bandes mono séparées, la première prenant le son de la salle, la seconde reliée à la table de mixage. Ces deux bandes ont été combinées en ajustant manuellement la vitesse de lecture.  

## Liste des morceaux

### 12" vinyl
Côté A
1. "Industrial Introduction" - 1:04
2. "Slug Bait – ICA" - 4:20
3. "Slug Bait – Live at Southampton" - 2:45
4. "Slug Bait – Live at Brighton" - 1:10
5. "Maggot Death – Live at Rat Club" - 2:59
6. "Maggot Death – Studio" - 4:34
7. "Maggot Death – Southampton" - 1:37
8. "Maggot Death – Brighton" - 0:57

Side B
1. "After Cease to Exist – The Original Soundtrack of the Coum Transmissions Film" - 20:19

### version CD parue sur Mute
1. "Industrial Introduction" - 1:05
2. "Slug Bait – ICA" - 4:21
3. "Slug Bait – Live At Southampton" - 2:46
4. "Slug Bait – Live At Brighton" - 1:19
5. "Maggot Death – Live At Rat Club" - 2:50
6. "Maggot Death – Studio" - 4:35
7. "Maggot Death – Southampton" - 1:37
8. "Maggot Death – Brighton" - 0:57
9. "After Cease to Exist – The Original Soundtrack to the Coum Transmissions Film" - 20:19
10. "Zyklon B Zombie" - 3:52
11. "United" - 4:05

## The Thirty-Second Annual Report of Throbbing Gristle
UK LP+CD Industrial IR2008

## 12" vinyl
Side A
1. "Slug Bait" (6:40)
2. "Slug Bait" (8:16)
3. "Slug Bait" (2:33)
4. "Maggot Death" (4:40)

Side B
1. "After Cease to Exist" (20:33)

## CD
1. "Industrial Introduction" (2:04)
2. "Slug Bait" (7:28)
3. "Slug Bait" (8:16)
4. "Slug Bait" (2:33)
5. "Maggot Death" (5:00)
6. "Maggot Death" (8:10)
7. "Maggot Death" (7:02)
8. "After Cease to Exist" (20:23)
9. "Zyklon B Zombie" (6:42)